# Эффективность по Парето

Пример кривой Парето. Два товара: оружие и масло, вся граница эффективна по Парето. Красный участок более эффективен по Парето, чем точка А. Точка «А» находится ниже кривой, что означает недостаточно загруженные производственные мощности. Точки «B», «C» и «D» лежат на кривой, что означает эффективное использование производства. Точка «X» находится за пределами кривой, что является невозможным для существующего производства и/или технологий

Эффекти́вность по Паре́то — такое состояние системы, при котором ни один показатель системы не может быть улучшен без ухудшения какого-либо другого показателя.
Таким образом, по словам самого Парето: «Всякое изменение, которое никому не приносит убытков, а некоторым людям приносит пользу (по их собственной оценке), является улучшением». Значит, признаётся право на все изменения, которые не приносят никому дополнительного вреда.
Множество состояний, оптимальных по Парето, называют «множеством Парето», «множеством альтернатив, оптимальных в смысле Парето» либо «множеством парето-оптимальных альтернатив». Используются также термины «компромиссные», «не улучшаемые» альтернативы.
В экономике ситуация, когда достигнута оптимальность по Парето, — это ситуация, когда все выгоды от обмена сторон исчерпаны.
Эффективность по Парето является одним из центральных понятий для современной экономической науки. На основе этого понятия строятся Первая и Вторая теоремы благосостояния.
Одним из приложений парето-оптимальности является т. н. парето-распределение ресурсов (трудовых ресурсов и капитала) при международной экономической интеграции, то есть экономическом объединении двух и более государств. Интересно, что парето-распределение до и после международной экономической интеграции было адекватно математически описано.
Экономический анализ показывает, что добавленная стоимость секторов экономики и доходы трудовых масс находятся в противоречии, что в физике аналогично хорошо известным уравнением теплопроводности, движением частиц газа или жидкости в пространстве. Эта аналогия даёт возможность применить физические методы анализа в отношении экономических задач по дрейфу экономических параметров.
Оптимум по Парето подразумевает, что суммарное благосостояние общества достигает максимума, а распределение благ и ресурсов становится оптимальным, если любое изменение этого распределения ухудшает благосостояние хотя бы одного субъекта экономической системы.
Парето-оптимальное состояние рынка — ситуация, когда нельзя улучшить положение любого участника экономического процесса, одновременно не снижая благосостояния как минимум одного из остальных.
Согласно критерию Парето (критерию роста общественного благосостояния), движение в сторону оптимума возможно лишь при таком распределении ресурсов, которое увеличивает благосостояние по крайней мере одного человека, не нанося ущерба никому другому.